# 9 juin 1994
Le jeudi 9 juin 1994 est le 160e jour de l'année 1994.

## Naissances
- Amélie Awong, escrimeuse française
- Haris Berković, chanteur bosnien
- Lee Hyeri, chanteuse et actrice sud-coréenne
- Isaiah Miles, joueur américain de basket-ball
- Keisha Grey, actrice de films pornographiques
- Mohamed Haouas, joueur français de rugby à XV
- Ognjen Ožegović, joueur de football serbe
- Ousmane Zeidine Ahmeye, footballeur international nigérien
- Viktor Fischer, footballeur danois

## Décès
- Dhirendra Brahmachari (né le 12 février 1924), mentor yoga indien
- István Kocsis (né le 6 octobre 1949), footballeur hongrois
- Jan Tinbergen (né le 12 avril 1903), économiste néerlandais
- Natalia Danesi Murray (née le 14 décembre 1901), éditrice américaine

## Événements
- Élections européennes de 1994 au Danemark
- Élections européennes de 1994 au Royaume-Uni
- Élections européennes de_1994 aux Pays-Bas
- Découverte de (8887)_Scheeres